# Atrichopogon caribbeanus
Atrichopogon caribbeanus är en tvåvingeart som beskrevs av Ewen och Saunders 1958. Atrichopogon caribbeanus ingår i släktet Atrichopogon och familjen svidknott. Inga underarter finns listade i Catalogue of Life.